# Stepski orao
Stepski orao (lat. Aquila nipalensis) je ptica iz porodice orlova.
Stepski orao je srednje veliki orao s rasponom krila od 165 do 190 cm, može narasti od 62 do 74 cm. Teži od 1,5 do 3,5 kg. Može živjeti 50-60 godina.
Stepski orao gnijezdi se u južnim stepskim područjima Rusije, Afrike, Srednje Azije, Arabije, Indije, Mongolije i Kine. Ženka liježe do tri jaja, na kojima sjede oba spola 40 - 50 dana.
Manje se kreće od ostalih orlova. Hrani se malim sisavcima do veličine zeca, pogotovo glodavcima, zbog kojih se seli, u područja gdje ih više ima. Hvata i ptice i kukce te lešine. Ponekad krade hranu, koju su uhvatili drugi predatori. Djelomično je ptica selica.
Nalazi se na zastavi Kazahstana.